# Saison 2020-2021 du Clermont Foot 63
Maillots
Chronologie
Saison précédente Saison suivante
La saison 2020-2021 du Clermont Foot 63 évoluant en Ligue 2. Le club poursuit sa treizième année consécutive au deuxième échelon du football français.  
L'équipe première est entraînée par Pascal Gastien depuis deux saisons et présidé par Ahmet Schaefer.

## Compétitions

### Championnat

#### Classement
| Rang | Équipe               | Pts | J  | G  | N  | P | Bp | Bc | Diff | Promotion, qualification ou relégation  |
| ---- | -------------------- | --- | -- | -- | -- | - | -- | -- | ---- | --------------------------------------- |
| 1    | ESTAC Troyes (C, P)  | 77  | 38 | 23 | 8  | 7 | 60 | 36 | +24  | Promotion en Ligue 1                    |
| 2    | Clermont Foot 63 (P) | 72  | 38 | 21 | 9  | 8 | 61 | 25 | +36  | Promotion en Ligue 1                    |
| 3    | Toulouse FC R        | 70  | 38 | 20 | 10 | 8 | 71 | 42 | +29  | Participation aux barrages de promotion |
| 4    | Grenoble Foot 38     | 65  | 38 | 18 | 11 | 9 | 51 | 35 | +16  | Participation aux barrages de promotion |
| 5    | Paris FC             | 64  | 38 | 17 | 13 | 8 | 53 | 37 | +16  | Participation aux barrages de promotion |

#### Évolution du classement et des résultats
| Journée   | 01  | 02  | 03 | 04 | 05  | 06 | 07 | 08 | 09 | 10 | 11 | 12 | 13 | 14 | 15 | 16 | 17 | 18 | 19 | 20 | 21 | 22 | 23 | 24 | 25 | 26 | 27 | 28 | 29 | 30 | 31 | 32 | 33 | 34 | 35 | 36 | 37 | 38 |
| --------- | --- | --- | -- | -- | --- | -- | -- | -- | -- | -- | -- | -- | -- | -- | -- | -- | -- | -- | -- | -- | -- | -- | -- | -- | -- | -- | -- | -- | -- | -- | -- | -- | -- | -- | -- | -- | -- | -- |
| Résultats | N   | N   | V  | N  | D   | V  | V  | D  | V  | N  | N  | V  | D  | V  | N  | V  | V  | V  | N  | V  | V  | D  | V  | D  | V  | V  | V  | V  | V  | D  | N  | D  | N  | V  | V  | V  | V  | D  |
| Place     | 10e | 14e | 9e | 9e | 12e | 8e | 5e | 8e | 4e | 5e | 6e | 5e | 8e | 5e | 6e | 6e | 6e | 4e | 4e | 3e | 3e | 3e | 3e | 4e | 3e | 2e | 2e | 2e | 2e | 2e | 3e | 2e | 3e | 2e | 2e | 2e | 2e | 2e |